# Düsseldorfer Jazz-Rally

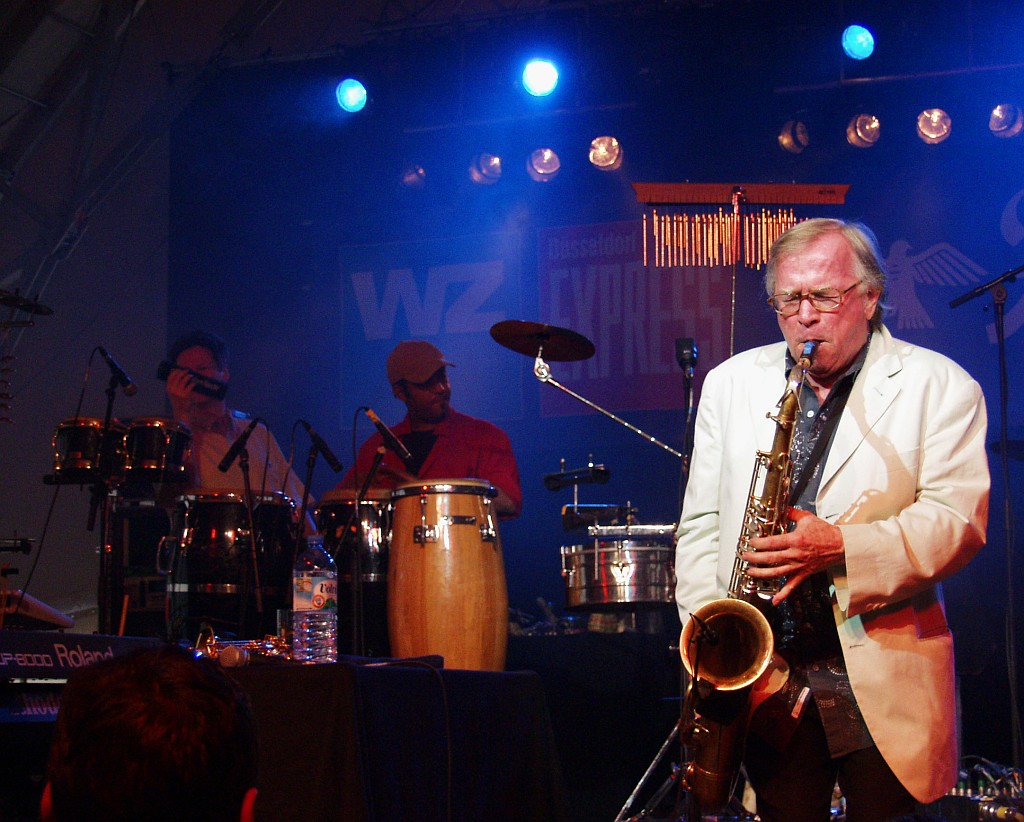
Klaus Doldinger 2004 bei der
12. Düsseldorfer Jazz Rally

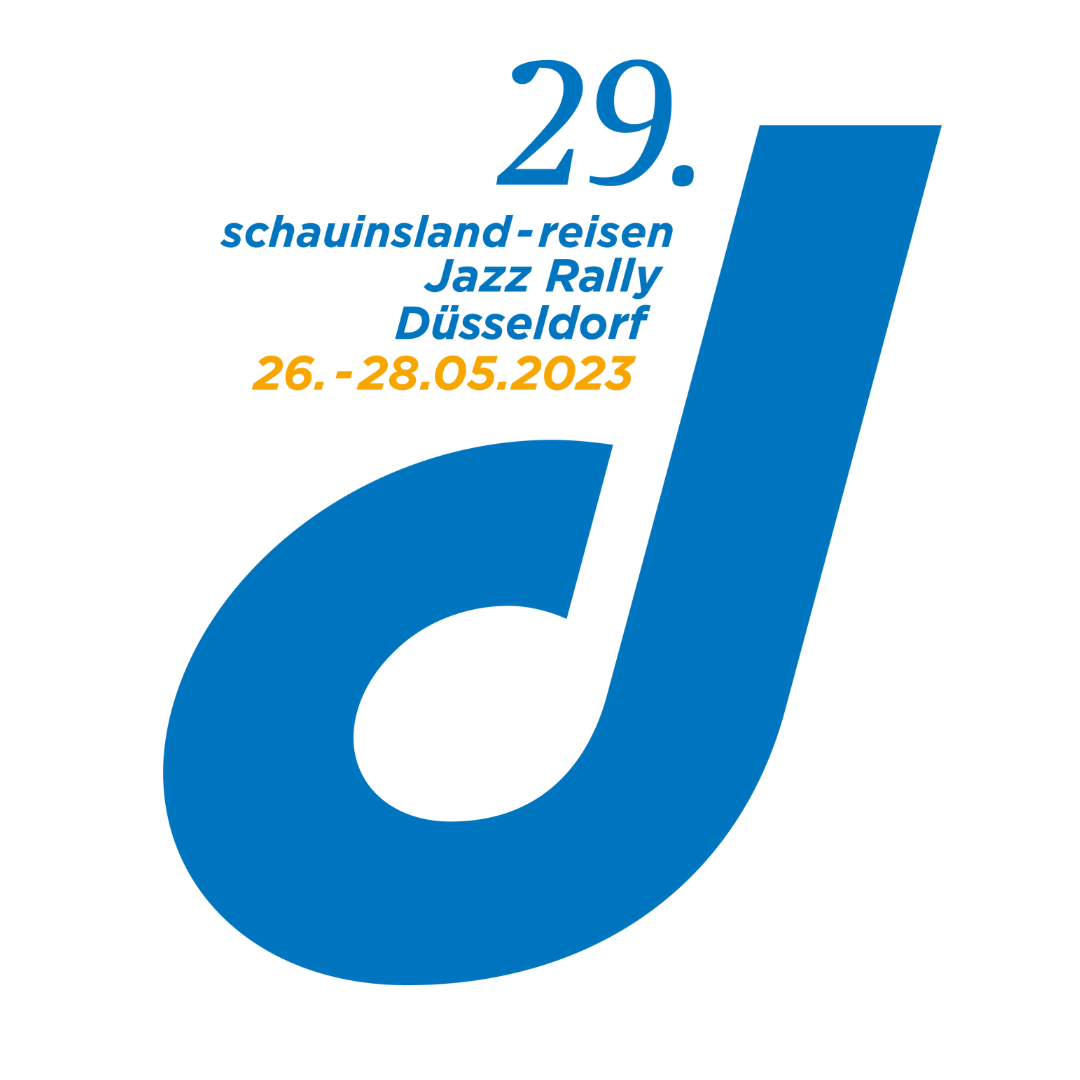
Das aktuelle Logo der schauinsland-reisen Jazz Rally Düsseldorf.

Die Düsseldorfer Jazz-Rally (auch: Düsseldorfer Jazz Rally) war ein renommiertes Musikfestival in Düsseldorf, das seit 1993 alljährlich an einem Wochenende im Frühsommer stattfand, seit 2006 immer zu Pfingsten. Mit etwa 250.000 Besuchern war es – bis zur Corona-Pandemie 2020 – das mit Abstand meistbesuchte Jazzfestival in Deutschland. Ein besonderes Markenzeichen war der bunte Mix verschiedener Stilrichtungen wie Jazz, Swing, Funk, Soul, Blues und Pop sowie die Mischung verschiedener Indoor- und Outdoor-Spielstätten im Herzen von Düsseldorf.

## Geschichte
Die Veranstaltung orientierte sich zunächst an der Jazz Rally von Brüssel und fand erstmals vom 25. bis 27. Juni 1993 unter dem Namen Brussels Jazz Rally statt. Bei der neunten Auflage des inzwischen Düsseldorfer Jazz Rally genannten Festivals vom 25. Juni bis 1. Juli 2001 kamen zu den teilweise im Freien stattfindenden Konzerten trotz zwischenzeitlichen Regens bereits 280.000 Besucher. In den letzten Jahren lag die Besucherzahl regelmäßig bei einer viertel Million Menschen und mehr.

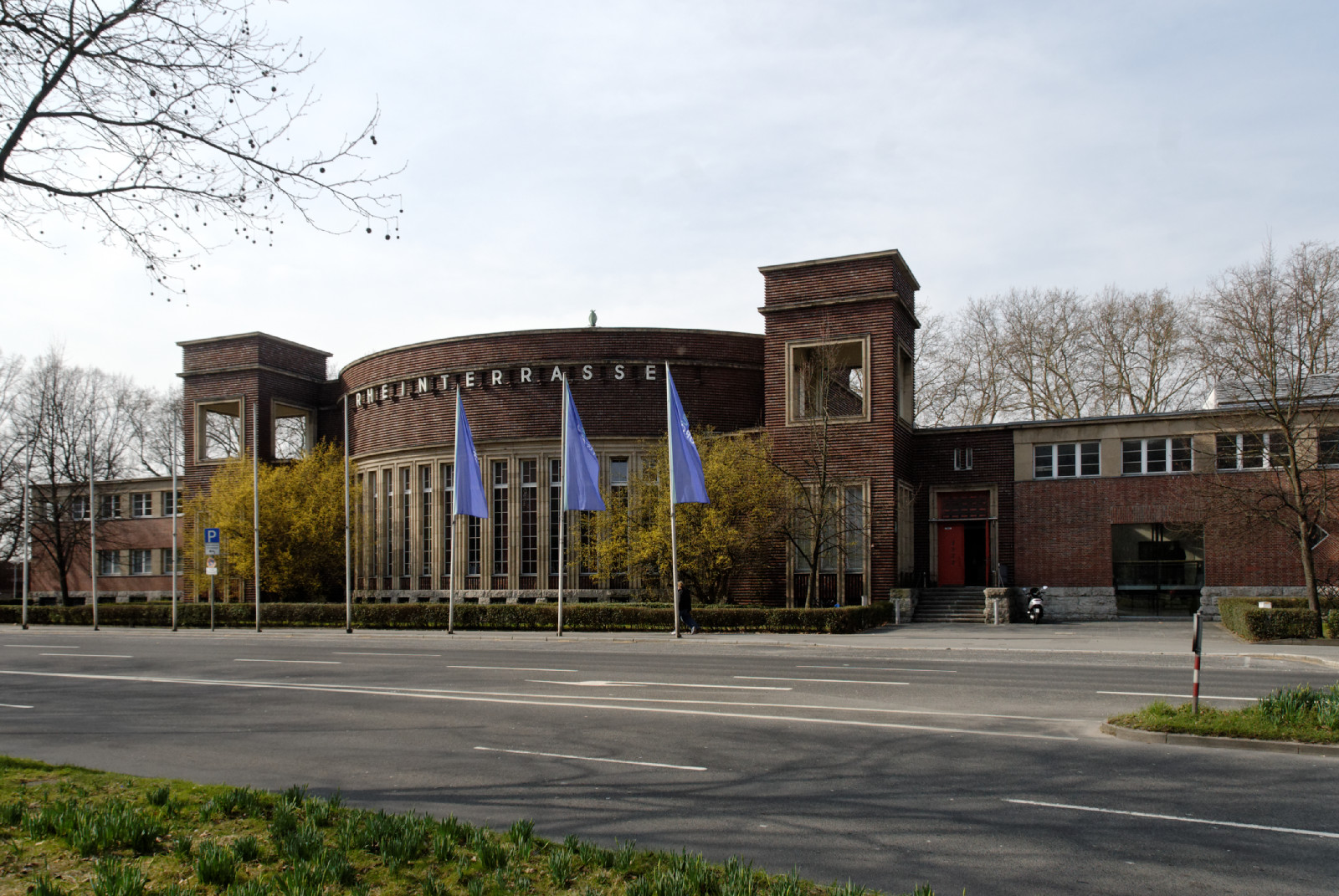
Seit 2023 ist die Rheinterrasse der neue Hotspot des beliebten Jazz-Festivals.

Für 2016 erwarb schauinsland-reisen im Rahmen eines Sponsoring-Vertrages die Namensrechte des Festivals, das daher nun schauinsland-reisen Jazz Rally Düsseldorf heißt; dieser Vertrag wurde bis einschließlich 2024 verlängert. Den Zuschauern wurde bis einschließlich 2019 von Donnerstag bis Sonntag auf etwa 30 Bühnen bis zu 80 Konzerten geboten. Für die außerordentliche Popularität der Rally war mitentscheidend, dass nahezu sämtliche Auftritte mit nur einer einzigen Eintrittskarte, dem „Button“ besucht werden konnten, zusätzlich gab es „Tagesbändchen“. 2022 fand das Festival nach zweijähriger Corona-Unterbrechung zum 28. Mal statt. Aufgrund der anhaltenden Pandemie wurde es mit reduzierter Konzertanzahl und verändertem Konzept durchgeführt. So gab es erstmals keinen Einlass-Button mehr; der Veranstalter verkaufte mit Ausnahme weniger kostenloser Konzerte Einzeltickets für die Konzerte. 2023 wurde das Konzept des Festivals komplett erneuert: Das bisherige Herzstück der Jazz Rally, ein großes mobiles Zelt auf dem Burgplatz, wurde nicht mehr aufgebaut. Das Festival zog auch aus Nachhaltigkeitsgründen in die Rheinterrasse Düsseldorf. Außerdem wurden rund 30 Konzerte mit Einzeltickets erlebbar, weitere 35 Konzerte fanden jedoch wie schon in den Vorjahren kostenlos statt. Neu im Plan ist 2023 das Konzept „Streets of Sound“: Zahlreiche Marching Bands zogen durch die Düsseldorfer Innenstadt.

### Ablauf
Den Zuschauern wurde viele Jahre von donnerstags bis sonntags an etwa 30 Spielstätten eine Reihe von über 80 Konzerten geboten. Für die außerordentliche Popularität der Rally war es mitentscheidend, dass nahezu sämtliche Auftritte mit nur einer einzigen Eintrittskarte besucht werden konnten, das in Form eines „Buttons“ plus „Tagesbändchen“ ausgegeben wurde. Zudem befand sich ein Großteil der Spielstätten in der Düsseldorfer Innenstadt. Prinzipiell war jede Spielstätte von der anderen aus zu Fuß erreichbar („Rally“). Wichtig war zudem, dass mehrere Spielstätten in der ohnehin stark frequentierten Düsseldorfer Altstadt offen und kostenfrei zugänglich waren. Nur wenige Sonderkonzerte waren allein mit eigens zu erwerbender Eintrittskarte zugänglich. Bei der Neuauflage 2022 wurde das verändert; mit Einzeltickets sei in Pandemiezeiten eine bessere Nachverfolgbarkeit gegeben.
Schirmherr der Jazz Rally ist seit einigen Jahren Klaus Doldinger, der nach dem Zweiten Weltkrieg als Kind mit seiner Familie von Wien nach Düsseldorf geflüchtet war und dort als Jugendlicher seine ersten Schritte als Jazzmusiker tat. Zweiter Schirmherr ist traditionell der Düsseldorfer Oberbürgermeister, seit dem Jahr 2020 Stephan Keller. Das Festival wird von der Destination Düsseldorf veranstaltet, in der etwa 150 Düsseldorfer Unternehmen vereinigt sind. Es wird  ohne direkte öffentliche Zuschüsse privatwirtschaftlich finanziert, was die Jazz Rally einmalig in Deutschland macht. Boris Neisser war viele Jahre Geschäftsführer des Festivals. Nach seinem Tod im Sommer 2021 ist sein Nachfolger Thomas Kötter.

## Kritik
In extra zu bezahlenden Sonderkonzerten werden auch populäre Musikrichtungen jenseits des Jazz dargeboten, so zum Beispiel 2007–2009 Roger Cicero, Die Fantastischen Vier und Jan Delay. Dagegen wurde ein Großteil der Konzerte von zwar renommierten, aber weniger etablierten Musikern oder kaum bekannten Nachwuchskünstlern bis hin zu Musikschülern getragen und zugleich wenig Stellenwert auf internationale Stars gelegt. Dies ermöglichte die publikumswirksame, einer Flatrate vergleichbaren Preisgestaltung, die es zu Zeiten des Buttons Besuchern erlaubte, zum Preis üblicher Konzertkarten an jedem der vier Veranstaltungstage mehrere Konzerte hintereinander besuchen. Dieses Konzept wurde mit der 29. Ausgabe des Festivals jedoch abgeändert: Mehr Qualität, weniger Quantität, dafür 30 Konzerte, die nur mit Einzelticket besucht werden können und aber weiterhin über 30 Konzerte, die kostenlos für jede(n) zugänglich sind und die Düsseldorfer Innenstadt wie schon in den Vorjahren zur Jazz-City machen.

## Sparda Jazz Award
Seit 2012 wird im Rahmen des Jazzfestivals jährlich der Sparda Jazz Award verliehen. Dieser wurde gemeinsam von der Stiftung Kunst, Kultur und Soziales der Sparda-Bank West und der Destination Düsseldorf ins Leben gerufen. Der Nachwuchswettbewerb richtet sich an junge Jazzmusiker im Alter von 18 bis 29 Jahren, die ihren Lebensmittelpunkt in Deutschland haben und noch bei keinem großen Plattenlabel unter Vertrag stehen.
Die drei Bestplatzierten können ihr Talent bei einem Live-Auftritt auf der Sparda-Bühne im Rahmen der schauinsland-reisen Jazz Rally Düsseldorf einem breiten Publikum präsentieren und sich über attraktive Geldpreise freuen: 3.500 Euro (1. Platz), 2.000 Euro (2. Platz) und 1.500 Euro (3. Platz). Zusätzlich werden sie aktiv in die Pressearbeit eingebunden und die Gewinner erhalten einen Mitschnitt des Live-Auftritts für eigene Promotionsmaßnahmen. Zudem erhält der oder die Erstplatzierte im Folgejahr eine weitere Auftrittsmöglichkeit im Rahmen des Sparda Jazz Channel-Konzerts beispielsweise im Scala Club Leverkusen.
Schirmherr der Jury ist Klaus Doldinger. Zur Jury gehören der Bassist Nico Brandenburg, Dozent für E- und Kontrabass an der Robert Schumann Hochschule Düsseldorf und künstlerischer Leiter der Jazz-Schmiede, Axel Stinshoff, Gründer des Jazzmagazins Jazz thing und selbst ausgebildeter Schlagzeuger, Saxophonist Volker Dueck, Gründer des Labels Double Moon Records, Fabian Stiens, Festivalleiter der Leverkusener Jazztage und Geschäftsführer des Scala in Leverkusen, sowie Ursula Wißborn – Vorstand der Stiftung Kunst, Kultur und Soziales der Sparda-Bank West.